# Phobétor

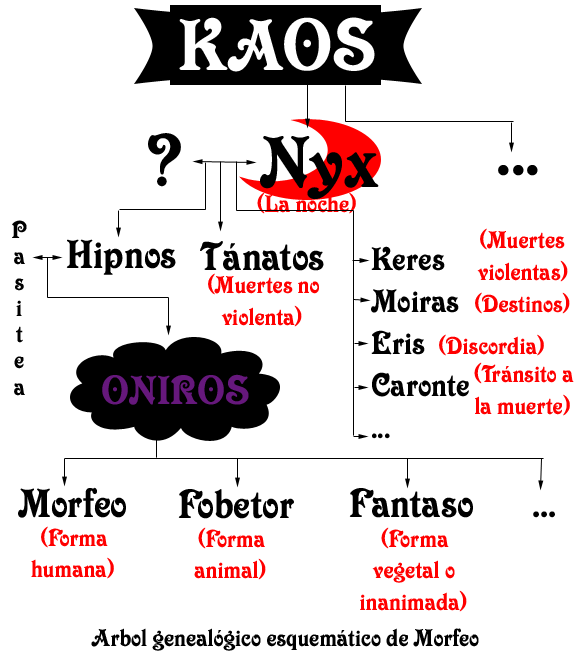
Arbre généalogique de Morphée.

Dans la mythologie grecque, Phobétor (en grec ancien Φοβητώρ / Phobêtốr, « l'Effrayant ») ou Icélos (Ἴκελος / Íkelos, « le Semblable ») est l'un des Oneiroi. Il est l'esprit des cauchemars, qui prend forme animale. Il n'est cité que par Ovide dans ses Métamorphoses, qui en fait le fils d'Hypnos et le compagnon de ses frères Morphée et Phantasos :

« Un autre imite les quadrupèdes, les oiseaux, et des serpents les replis tortueux. Les dieux le nomment Icélos, les mortels Phobétor. »

— (XI, 640-642 ; trad. G.T. Villenave, Paris, 1806)

## Source
- Ovide, Métamorphoses [détail des éditions] [lire en ligne] (XI, 640-642).